# Vodenkosovi
Vodenkosovi ili brljci (vodeni kosovi, marangone, ronci) su pripadnici roda Cinclus, jedinog u porodici ptica Cinclidae. Jedinstveni su među vrapčarkama po tome što mogu roniti i plivati pod vodom.

## Opis
Brljci su malene, zdepaste, kratkorepe, kratkokrile ptice sa snažnim nogama. Obično su tamnosmeđe boje (ponekada gotovo crne), ili smeđe-bijeli; jedino Cinclus schulzi ima smeđe perje s malo riđe boje na grlu. Dugački su između 14 i 22 cm, a teški između 40 i 90 grama, a mužjaci su veći od ženki. Njihova kratka krila stvaraju prepoznatljivi zujeći zvuk dok lete.

## Rasprostranjenost i stanište
Brljci nastanjuju slatkovodna staništa u višim predjelima Europe, Azije i obje Amerike. U Africi žive samo u planinama Atlasa u Maroku. Nastanjuju obale brzih planinskih rijeka s hladnom i bistrom vodom; međutim, tijekom sezone parenja ponekada posjećuju obale jezera i mora.

## Prilagodbe
Za razliku od mnogih vodenih ptica, brljci su građom vrlo slični kopnenim pticama (npr. nemaju nožne prste povezane plovnom kožicom), ali imaju neke morfološke i fiziološke prilagodbe svom staništu. Njihova krila su kratka, ali vrlo mišićava, pa ih mogu koristiti kao peraja pod vodom. Imaju gusto perje s velikom trtičnom žlijezdom; tečnost iz te žlijezde čini njihovo perje vodootpornim. Relativno duge noge i oštre pandže omogućavaju im da se drže za kamenje u brzoj vodi. Oči im imaju dobro razvijen mišić za fokusiranje koji može promijeniti zakrivljenost sočiva i poboljšati vid dok su u vodi. Imaju kapke na nosnicama, koji sprječavaju ulazak vode u nosnice. Njihova krv ima visoku koncentraciju hemoglobina, što omogućava skladištenje više kisika u krvi nego kod kopnenih ptica, a omogućava im da ostanu pod vodom barem 30 sekundi.

## Ponašanje

### Hranidba
Brljci love malene životinjice na obalama slaktovodnih rijeka i potoka s brzim tokom. Stoje na kamenju i love na rubu vode, ali se često čvrsto uhvate za kamenje i hodaju po njemu djelomično ili potpuno pod vodom. Zatim pod vodom traže plijen među kamenjem; također mogu plivati uz pomoć krila. Dvije južnoameričke vrste rjeđe rone i plivaju od vrsta sa sjevera. Njihova ishrana se uglavnom sastoji od beskralježnjaka, malenih riba i riblje ikre. Također se hrane školjkama i ljuskarima, osobito tijekom zime kada su larve kukaca manje dostupne.

### Razmnožavanje
Kod brljaka parovi osnivaju povezana područja u nizovima, za parenje duž rijeka, koje brane od ostalih brljaka. Na svojemu teritoriju par mora imati dobra mjesta za gniježđenje i odmaranje, ali je glavni čimbenik koji utječe na dužinu teritorija — dostupnost hrane za par i mladunce. Zbog toga teritorij može biti veličine od 300 m do preko 2500 m.
Gnijezda brljaka su obično velika, okrugla i udubljena, načinjena od mahovine; iznutra su obložena travom i korjenčićima, a sa strane postoji i ulaz. Brljci ih obično grade na skrivenim mjestima blizu vode. Gnijezdo može biti u pukotini, cijevi, ispod mosta i na sličnim mjestima. Vrlo se rijetko gnijezde na drveću.
Uobičajena veličina legla kod tri sjeverne vrste je 4-5 jaja; veličina legla kod južnih vrsta nije poznata, ali se pretpostavlja da Cinclus schulzi nese 2 jaja. Inkubacija traje 16-17 dana. Mladi su čučavci, pa ih ženka grije tjielom 12-13 dana. Oba roditelja ih hrane, a operjavanje traje 20-24 dana. Mladi brljci obično postanu neovisni o roditeljima nekoliko tjedana nakon napuštanja gnijezda. Brljci ponekad podignu i drugo leglo u jednoj godini ako im uvjeti isto dopuštaju.

### Komunikacija
Brljci se glasaju glasnim zvukovima visokih frekvencija, slično kao kod ostalih ptica koje žive pored brzih rijeka; frekvencija pjeva je između 4,0 i 6,5 kHz, daleko više od frekvencije od <2 kHz. Brljci često također komuniciraju vizualno svojim karakterističnim kretnjama, ali također i čestim treptanjem, kojim pokazuju blijede gornje očne kapke; na taj način privlače partnere i tjeraju protivnike.

## Očuvanje
Brljci su potpuno ovisni o rijekama brzog toka s čistom vodom, mnogo hrane i sigurnim gnijezdilištima. Može ih ugroziti sve što je vezano za vodu, npr. zagađenje ili turbidnost izazvana erozijom. Gradnja brana i rezervoara može ugroziti ili uništiti stanište brljaka.
Brljke također ponekada love ili na druge načine ubijaju ljudi, iz raznih razloga. Populacija običnoga brljka na Cipru je izumrla. Stanovnici područja gorja Atlas tvrde da brljci imaju afrodizijakalna svojstva. U nekim dijelovima Škotske i Njemačke ljudi su lovili brljke do početka 20. stoljeća, zato što se smatralo da oni smanjuju populaciju ribe jedenjem ikre.
Unatoč prijetnjama za lokalne populacije, status očuvanja većine vrsta brljaka smatra se najmanje ugroženima. Jedini izuzetak je Cinclus schulzi, koji je osjetljiv (VU) zbog svoje malene i raštrkane populacije u opadanju, posebno u Argentini.

## Vrste
- Cinclus cinclus - Vodenkos, obični brljak
- Cinclus pallasii
- Cinclus mexicanus
- Cinclus leucocephalus
- Cinclus schulzi

## Vanjske poveznice
- ITIS - Cinclus
- Slike brljaka  Arhivirana inačica izvorne stranice od 4. ožujka 2012. (Wayback Machine) galerija Janne Heimonen
- Snimci brljaka  Arhivirana inačica izvorne stranice od 16. ožujka 2016. (Wayback Machine) na Internet Bird Collection
- Glasanje brljaka na xeno-canto.org

## Drugi projekti
|  | Zajednički poslužitelj ima stranicu o temi Cinclidae  |
|  | Zajednički poslužitelj ima još gradiva o temi Cinclus |
|  | Wikivrste imaju podatke o taksonu Cinclus             |